# Stefan Noreén
Stefan Noreén, född 3 november 1951 i Karlskoga, är en svensk diplomat.
Efter studier vid United World College of the Atlantic 1968–70 och militärtjänstgöring vid Försvarets tolkskola 1972-73 blev Noreén 1974 fil.kand. i statsvetenskap vid Göteborgs universitet. Året därpå anställdes han på dåvarande handelsdepartementet och 1977 i utrikesförvaltningen. Noreén var förste ambassadsekreterare på Sveriges ambassad i Maputo 1978–80 och på Sveriges ständiga representation vid Europeiska unionen i Bryssel 1980–83. Åren 1983–87 tjänstgjorde han som utrikespolitisk rådgivare på statsrådsberedningen och 1987–92 som ambassadråd på svenska FN-representationen i New York. Noreén var biträdande myndighetschef vid svenska ambassaden i Moskva 1992–94 och därefter direktör och sekretariatschef för Commission on Global Governance i Genève. Åren 1996–2000 var Noreén ambassadör i Warszawa och 2000-2002 utrikespolitisk rådgivare på statsrådsberedningen. Han tjänstgjorde som nordisk statssekreterare i regeringskansliet åren 2002-2006.  Noreén var ambassadör i Tokyo 2006–11.  Åren 2015-17 var han senior rådgivare hos närings- och innovationsministern och därefter EU- och handelsministern. Pensionerades från utrikesförvaltningen i november 2018. 2011-2021 arbetade Noreén som seniorrådgivare åt rektorn på University of Tokyo. Sedan 2011 tjänstgör Noreén som seniorrådgivare åt ledningen för Japans nationella forskningsinstitut RIKEN.

## Utmärkelser
- H.M. Konungens medalj i guld av 12:e storleken i Serafimerordens band (2019) för framstående insatser inom svensk utrikesförvaltning.[1]
- Grand Cordon av Uppgående solens orden, tilldelad av Japans Kejsare (2011).
- Kommendörskorset av Republiken Polens förtjänstorden, tilldelad av Polens President (2000).